# Samuel Goldwyn International Award
Il Samuel Goldwyn International Award venne assegnato al miglior film straniero dalla HFPA (Hollywood Foreign Press Association). Intitolato a Samuel Goldwyn venne assegnato dal 1959 al 1965.
I film stranieri vennero premiati negli anni anche con i premi Golden Globe per il miglior film straniero in lingua inglese, Golden Globe per il miglior film straniero in lingua straniera e Golden Globe per il miglior film straniero.

## Vincitori e candidati
L'elenco mostra il vincitore di ogni anno, seguito dagli altri candidati. Per ogni film sono indicati titolo italiano (se disponibile), titolo originale e regista.

### 1950
- 1959
  - Due occhi e dodici mani (Do Ankhen Barah Haath), regia di Rajaram Vankudre Shantaram (India)

### 1960
- 1960
  - La strada dei quartieri alti (Room at the Top), regia di Kurt Hoffmann
- 1961
  - La fontana della vergine (Jungfrukällan), regia di Ingmar Bergman (Svezia)
  - Il garofano verde (The Trials of Oscar Wilde), regia di Ken Hughes (Regno Unito)
  - La verità (La vérité), regia di Henri-Georges Clouzot (Francia)
  - Mai di domenica (Pote tin Kyriaki), regia di Jules Dassin (Grecia)
- 1963
  - Divorzio all'italiana, regia di Pietro Germi (Italia)
  - I due nemici (The Best of Enemies), regia di Guy Hamilton (Italia)
  - L'uomo senza passato (Les dimanches de Ville d'Avray), regia di Serge Bourguignon (Francia)
- 1964
  - Ieri, oggi e domani[1], regia di Vittorio De Sica (Italia)
  - Tom Jones[2] (Tom Jones), regia di Tony Richardson (Regno Unito)
  - Colpo grosso al Casinò[3] (Mélodie en sous-sol), regia di Henri Verneuil (Francia/Italia)
  - Cerimonia infernale (The Ceremony), regia di Laurence Harvey (Spagna/USA)
  - Il diavolo, regia di Gian Luigi Polidoro (Italia)
  - La stanza a forma di L (The L-Shaped Room), regia di Bryan Forbes (Regno Unito)
  - Le quattro giornate di Napoli, regia di Nanni Loy (Italia)
  - Solo sull'Oceano Pacifico (Taiheiyo hitori-botchi), regia di Kon Ichikawa (Giappone)
  - Anatomia di un rapimento (Tengoku to jigoku), regia di Akira Kurosawa (Giappone)
  - Io sono un campione (This Sporting Life), regia di Lindsay Anderson (Regno Unito)
- 1965
  - Matrimonio all'italiana[1], regia di Vittorio De Sica (Italia)
  - Sallah[2] (Sallah Shabati), regia di Ephraim Kishon (Israele)
  - La ragazza dagli occhi verdi[3]  (Girl with Green Eyes), regia di Desmond Davis (Regno Unito)
  - Mafioso, regia di Alberto Lattuada (Italia)
  - L'uomo di Rio (L'homme de Rio), regia di Philippe de Broca (Francia)
  - El pozo (El pozo), regia di Raúl de Anda (Messico)